# Josef Blösche
Josef Blösche (Friedland in Böhmen, 12 februari 1912 - Leipzig, 29 juli 1969) was een lid van de Nationaalsocialistische Duitse Arbeiderspartij en diende in de SS en de SD. Blösche werd wereldwijd een symbool voor de gruwelijkheden die de nazi's uitvoerden op inwoners van het Getto van Warschau. Tijdens de Opstand in het getto van Warschau werd Blösche gefotografeerd terwijl hij, een groep joodse mensen die werden afgevoerd, onder schot hield met een MP18 machinepistool. Blösche stond erom bekend dat hij vaak handelde op eigen initiatief en genoot van de gruweldaden die hij uitvoerde.

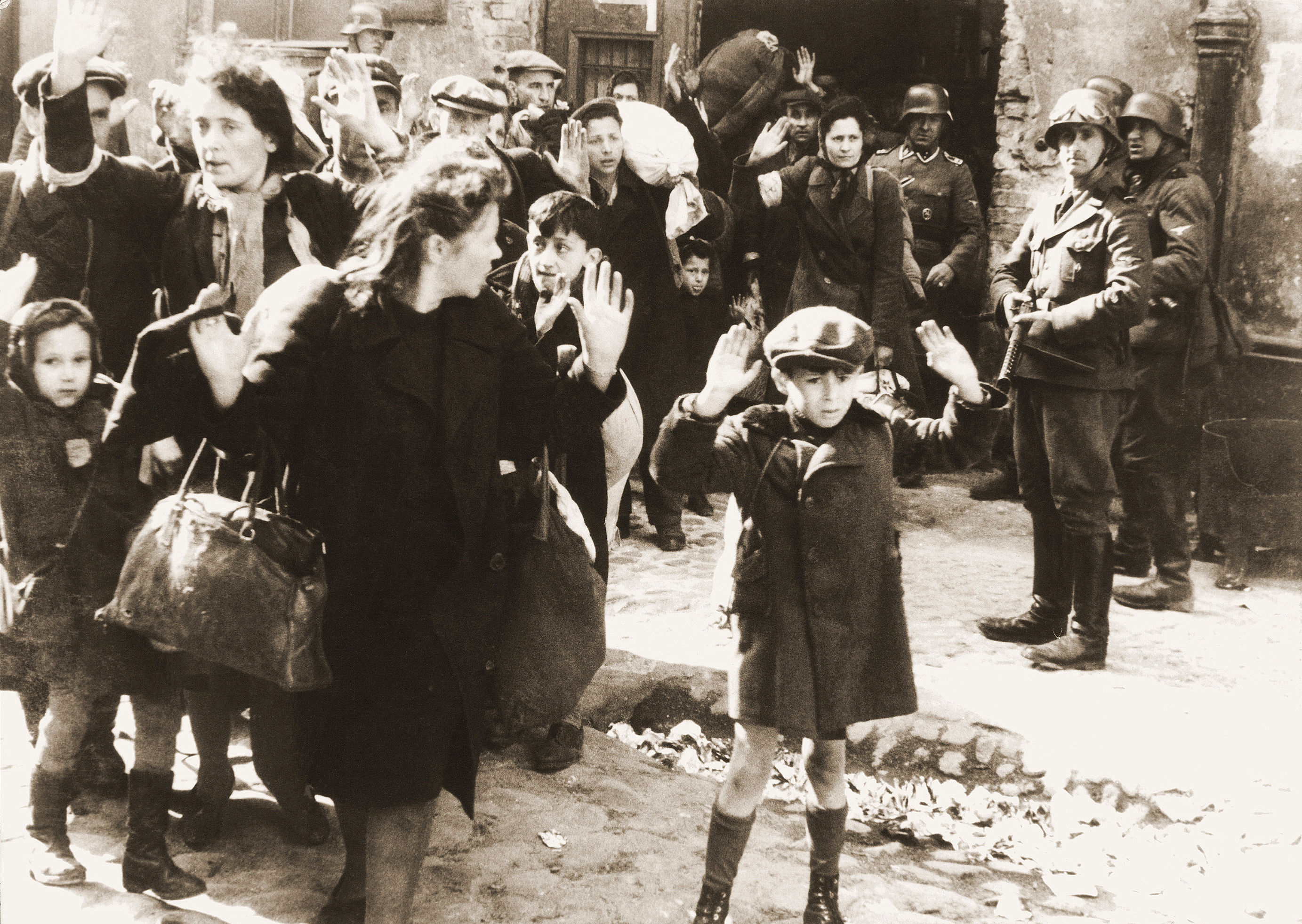
De betreffende foto waarop Blösche een groep joden onder schot hield.

Na de oorlog bouwde Blösche een bestaan op in de DDR. In het begin van de jaren zestig werd in de Bondsrepubliek onderzoek gedaan naar Blösche, hetgeen in 1965 resulteerde in een arrestatiebevel. In 1966 werd deze informatie aan de DDR overhandigd, hetgeen in 1967 leidde tot zijn arrestatie. In 1969 werd Blösche ter dood veroordeeld en met een nekschot geëxecuteerd. Hij was de laatste nazi die door de DDR ter dood werd gebracht.